# Na Hye-sok

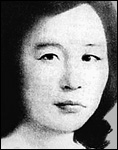
Na Hye-sok.

Na Hye-sok, född 28 april 1896 i Suwon, död 10 december 1948 i Seoul, var en koreansk feminist, poet, författare, målare och journalist. Hon räknas som Koreas första kvinna som var professionellt verksam som målare, och en av de första att måla tavlor i västerländsk stil. Hon räknas också som Koreas första feministiska författare och publicerade noveller och följetonger.

## Biografi
Na Hye-sok tillhörde en förmögen familj, och studerade västerländsk konst i Tokyo, samtidigt som hon skrev feministiska noveller för koreanska tidningar.
År 1920 ingick hon ett kärleksäktenskap, vilket på den tiden var något ovanligt i Korea. Samma år startade hon en tidning, där hon deltog i den offentliga debatten om könsfrågor. Hon förespråkade idén om den utbildade och självförsörjande "Nya kvinnan". Som ett led i detta tillhörde hon dem som framgångsrikt förespråkade att koreanska kvinnor skulle överge den traditionella kvinnodräkten och anta moderna västerländska kläder: västerländskt mode hade för kanske första gången burits av Ko Ra Yun och Emily Hwang 1899, men det var först på 1920-talet detta blev vanligt i Koreas städer.
Som konstnär utförde hon oljemålningar i västerländsk stil. Hon mottog pris vid 10:e Joseon Art Exhibition 1931. 
År 1930 tog hennes make ut skilsmässa på grund av otrohet från hennes sida. I den koreanska kulturen var detta en skandal. År 1934 tog hon upp den sexuella dubbelmoralen, menade att även kvinnor hade rätt till sexuell tillfredsställelse, och förespråkade att par skulle tillåtas leva tillsammans och ha ett samliv före äktenskapet. Detta var enormt provocerande i den samtida patriarkala koreanska kulturen och ledde till en bojkott som förstörde hennes karriär och tvingade henne att i resten av sitt liv leva på välgörenhet från buddhistiska kloster.

## Eftermäle
I den koreanska samtiden utgjorde hon en av de främsta företrädarna för den "nya kvinnan", men hennes åsikter var kontroversiella, och hon kritiserades för att förespråka en västerländsk livsstil, vilken förknippades med den japanska ockupationen. Historiskt kom hon länge att framställas som ett dåligt exempel.